# Bulinus truncatus
Bulinus truncatus е вид коремоного от семейство Planorbidae. Видът не е застрашен от изчезване.

## Разпространение
Разпространен е в Алжир, Бенин, Буркина Фасо, Габон, Гана, Гвинея, Гвинея-Бисау, Демократична република Конго, Египет, Етиопия, Зимбабве, Йемен, Иран, Камерун, Кения, Кот д'Ивоар, Либерия, Мавритания, Малави, Мали, Мароко, Нигер, Саудитска Арабия, Сенегал, Сомалия, Судан, Танзания, Того, Тунис, Уганда и Чад.

## Описание
Популацията на вида е стабилна.